# 孙桢 (辽朝)
孙桢（?—?），辽朝大臣，曾经担任政事令。
孙桢在辽景宗时代担任政事令。政事令是中书省的长官，辽国把中书令改为政事令。统和元年（983年）八月己亥，辽圣宗因为政事令孙桢没有儿子，下诏让国舅小翁帐郎君桃隈（蕭陶瑰）为之後。蕭陶瑰就是萧孝穆、萧孝先、萧孝友、萧耨斤的父亲。